# Chadsia irodoensis
Chadsia irodoensis är en ärtväxtart som beskrevs av Du Puy och Jean-Noël Labat. Chadsia irodoensis ingår i släktet Chadsia och familjen ärtväxter. Inga underarter finns listade i Catalogue of Life.